# Barry Switzer
College Football Hall of Fame 2001
Barry Layne Switzer (né le 5 octobre 1937) est un ancien joueur et entraîneur de football américain. Il a été pendant 16 ans l'entraîneur principal de l'Université d'Oklahoma et pendant quatre saisons celui des Cowboys de Dallas en National Football League. Il remporte le Super Bowl XXX avec les Cowboys. Switzer est entré au College Football Hall of Fame en 2001.